# Dolní Kalná
Dolní Kalná (en allemand : Nieder Kalna) est une commune du district de Trutnov, dans la région de Hradec Králové, en Tchéquie. Sa population s'élevait à 693 habitants en 2020.

## Géographie
Dolní Kalná se trouve à 6 km à l'ouest de Hostinné, à 20 km à l'ouest-sud-ouest de Trutnov, à 39 km au nord-nord-ouest de Hradec Králové et à 100 km au nord-est de Prague.
La commune est limitée par Horní Kalná et Kunčice nad Labem au nord, par Klášterská Lhota à l'est, par Hostinné au sud-est, par Horní Olešnice au sud, et par Čistá u Horek à l'ouest.

## Histoire
La première mention écrite de la localité date de 1369.